# Shahrūyeh
Shahrūyeh (persiska: دِه چِنارِ پائين, شَهروءئ پائين, Deh Chenār-e Pā’īn, دِه چِنار, دِه چِنارِ سُفلَى, شهرویه) är en ort i Iran.   Den ligger i provinsen Chahar Mahal och Bakhtiari, i den centrala delen av landet, 500 km söder om huvudstaden Teheran. Shahrūyeh ligger 1 885 meter över havet och antalet invånare är 732.
Terrängen runt Shahrūyeh är huvudsakligen kuperad, men västerut är den platt.Runt Shahrūyeh är det ganska glesbefolkat, med 38 invånare per kvadratkilometer. Närmaste större samhälle är Ālūnī, 7,8 km väster om Shahrūyeh. Omgivningarna runt Shahrūyeh är i huvudsak ett öppet busklandskap.